# 치카다 리키마루
치카다 리키마루(近田 力丸, 1993년 11월 2일 ~ ), 또는 리완(力丸)은 일본의 가수이자 무용가이다. 소속사는 Avex Warps이다. 팬덤명은 「인력」 (Gravity)이며, 상징색은 「마일로 퍼플」 (米罗紫)이다.  
2021년부터 중국에서 보이 그룹 결성 프로젝트 서바이벌 프로그램 《창조영 2021》에 참가하여 활동하고 있다.

## 생애
치카다 리키마루는 어릴 적부터 무용을 접하여 무용계로 꿈을 키웠다. 이어 댄스 관련 TV프로그램에 참가하여 「최강의 중학생」 (最強の中学生)이란 호칭을 얻었다. 이후 세계 각지의 무용 활동 범위를 넓혀 안무가로 활동 범위를 넓혔다. 19세부터 아이돌 안무가로 자리매김하여 대한민국의 아이돌 그룹 샤이니, 레드벨벳, NCT 127 등의 곡 안무를 제작하였다. 또한, 과거 보이 그룹 엔하이픈의 멤버 니키의 댄스 멘토로 활동한 적도 있다.
구사할 수 있는 언어는 모어인 일본어 이외에 영어와 포르투갈어를 배웠으며 능통하게 구사할 수 있는 경지에 이르렀다.

## 내력
2021년 1월 13일, 서바이벌 프로그램 《창조영 2021》의 참가가 확정되었다. 2월 17일, 동영상 사이트 플랫폼 텐센트 비디오에서 주최하는 보이 그룹 결성 프로젝트 서바이벌 프로그램 《창조영 2021》에 참가하였다.

### 《창조영 2021》 관련
- 데뷔조 진입은 볼드체로 표시.

| 편수 | 순위 | 등락 | 표 수 （응원도） | 등급      | 각주 |
| 2화  | 8위  | 빈칸 | 표 수 미공개     | A→A→A→A→A |      |
| 3화  | 8위  | ▬    | 표 수 미공개     | A→A→A→A→A |      |
| 4화  | 4위  | ▼ 4  | 표 수 미공개     | A→A→A→A→A |      |
| 5화  | 3위  | ▲ 1  | 18,446,706표     | A→A→A→A→A |      |
| 6화  | 3위  | ▬    | 표 수 미공개     | A→A→A→A→A |      |
| 7화  | 3위  | ▬    | 14,538,347표     | A→A→A→A→A |      |
| 8화  | 4위  | ▼ 1  | 표 수 미공개     | A→A→A→A→A |      |
| 9화  | 4위  | ▬    | 6,503,416표      | A→A→A→A→A |      |

## 영상 작품

### 프로그램
| 일시              | 방송사        | 제목            | 각주   |
| 2021년 2월 17일－ | 텐센트 비디오 | 《창조영 2021》 | 참가자 |